# Andrea Vuerich
Andrea Vuerich, född 6 oktober 1907 i Pontebba, död 23 april 1964 i Udine, var en italiensk vinteridrottare. Han deltog i olympiska spelen 1932 i Lake Placid och 1936 i Garmisch-Partenkirchen. I Lake Placid kom han på 25:e plats på 18 kilometer. Fyra år senare i Garmisch-Partenkirchen ställde han upp i nordisk kombination, men slutförde aldrig tävlingen.